# Rudolf Renner

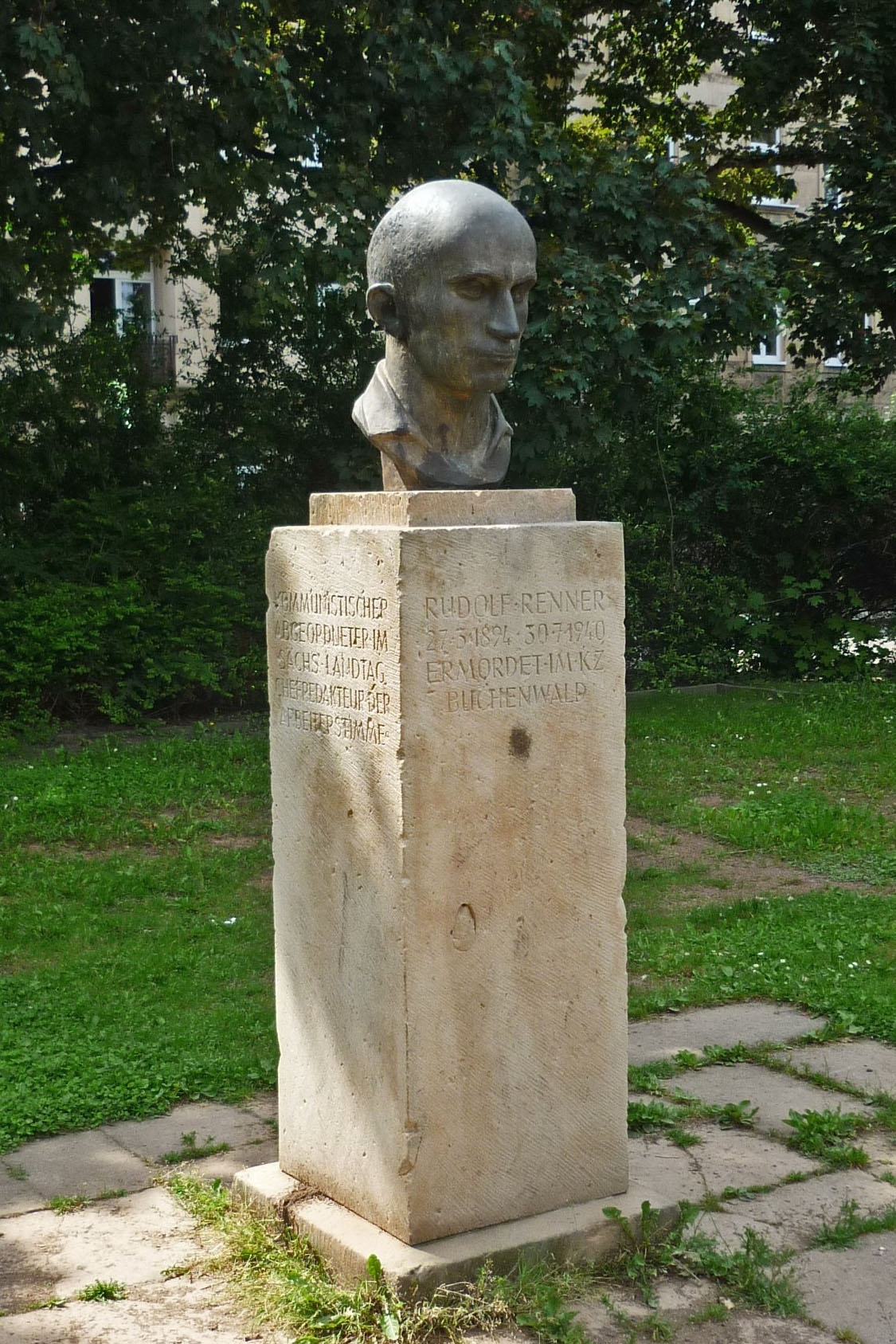
Büste Rudolf Renners auf dem Conertplatz in Dresden

Rudolf Renner (* 27. März 1894 in Beule, Kreis Schwelm (Westfalen); † 30. Juli 1940 im KZ Buchenwald) war ein deutscher Politiker (KPD).

## Biografie
Renner wurde in Beule geboren, einem Ort im heutigen Wuppertaler Ortsteil Nächstebreck. Der Sohn eines Bierhändlers machte zunächst eine Ausbildung zum Steindrucker. Im Ersten Weltkrieg wurde er Mitglied im Spartakusbund. Nach seiner Verhaftung wegen antimilitaristischer Propaganda saß Renner bis 1918 im Gefängnis.
Er war Mitbegründer der Kommunistischen Partei Deutschlands (KPD) in Elberfeld. Nach seiner Arbeit als Reporter für das Volksblatt 1924 und seiner Herausgeberschaft der Arbeiterstimme 1925 wurde Renner 1929 in das Zentralkomitee der KPD gewählt und Politischer Sekretär für Sachsen. Zugleich war er bereits ab 1920 Abgeordneter, später auch Fraktionsvorsitzender der KPD im Sächsischen Landtag. In Leipzig gab er 1932 die Sächsische Arbeiter-Zeitung heraus.

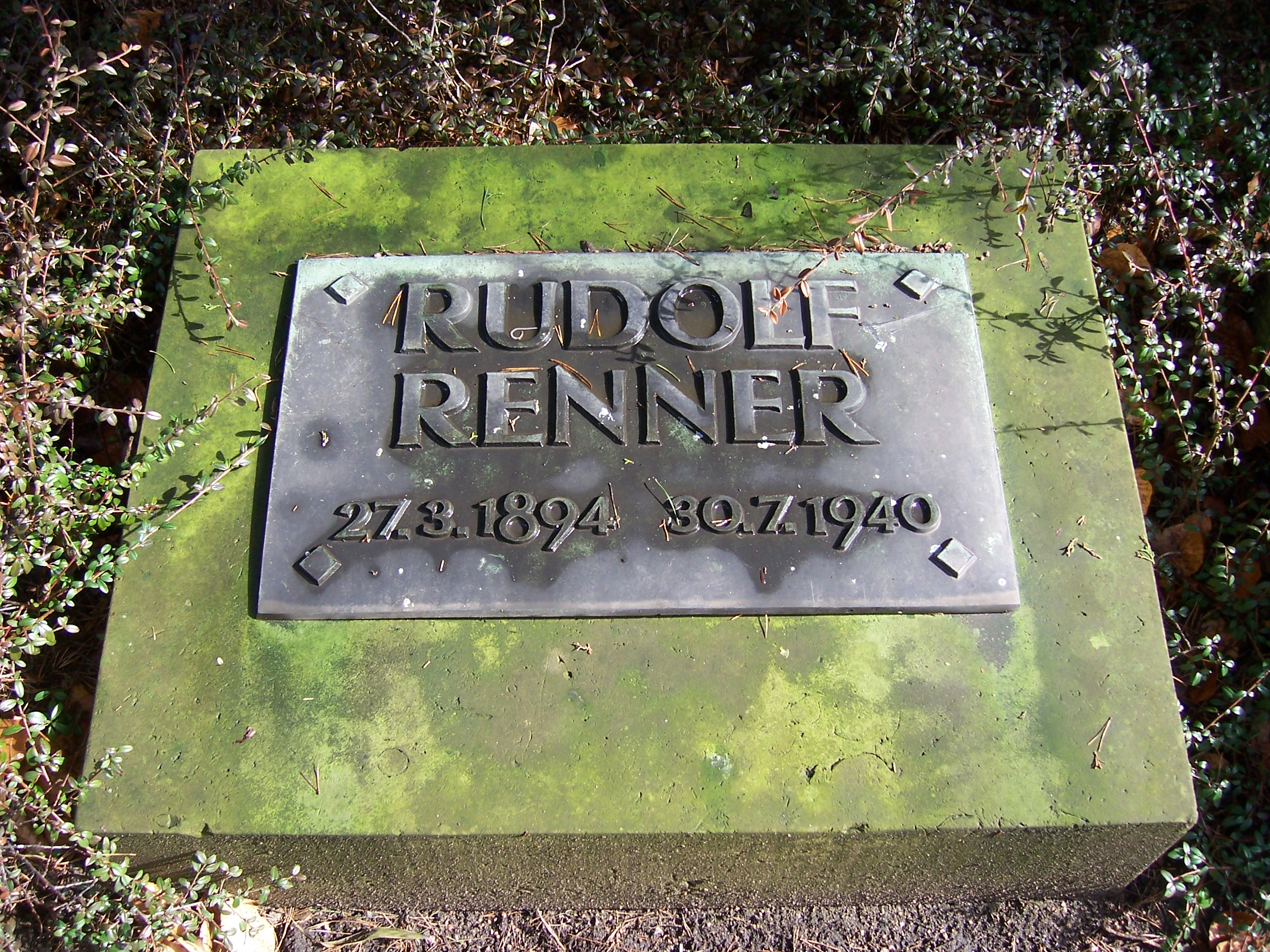
Grab Rudolf Renners auf dem Heidefriedhof in Dresden

Renner nahm am 7. Februar 1933 an der illegalen Tagung des Zentralkomitees der KPD im Sporthaus Ziegenhals bei Berlin teil.
Am 11. April 1933 wurde Renner inhaftiert und im April 1934 zu drei Jahren Zuchthaus verurteilt, die er in Waldheim verbüßte. Nach seiner Internierung 1936 im Konzentrationslager Sachsenburg und seiner Überführung 1937 nach Buchenwald kam er 1940 unter ungeklärten Umständen ums Leben. Sein Grab befindet sich auf dem Heidefriedhof in Dresden.

## Würdigung
Zwischen 1984 und 1991 hieß die Flügelwegbrücke in Dresden Rudolf-Renner-Brücke.
Der heutige Conertplatz im Dresdner Stadtteil Löbtau hieß zwischen 1945 und 1993 Rudolf-Renner-Platz. Noch heute befindet sich eine Büste von Renner auf dem Platz.
Die in den Dresdner Stadtteilen Löbtau und Cotta gelegene Rudolf-Renner-Straße ist heute nach dem Politiker benannt. (Rudolf Renner lebte bis zu seiner Inhaftierung in Cotta in der Hühndorfer Straße 1.) Zwischen 1950 und 2000 hieß die Julius-Krause-Straße im Leipziger Stadtteil Stünz ebenfalls Rudolf-Renner-Straße, und auch im Pirnaer Stadtteil Copitz sowie im ostsächsischen Oderwitz gibt es Rudolf-Renner-Straßen. In der NVA führte das Mot.-Schützenregiment 9, das zur 9. Panzerdivision gehörte, ihn als Ehrennamen. Es war mit dem damals neuen BMP-2-Schützenpanzer ausgerüstet. In Neusalza-Spremberg hieß ihm zu Ehren bis zur Wende (1990) der Obermarkt der Stadt Rudolf-Renner-Platz, danach erhielt der Platz wieder seinen alten Namen. Am „Ratskeller“ (Obermarkt) befand sich zugleich eine entsprechende Gedenktafel, die im Zuge der Rückbenennung des Platzes entfernt und eingelagert wurde. Ihre Inschrift lautet: „Rudolf Renner. Redakteur und Sächsischer Landtagsabgeordneter der KPD. * 27.3.1894, + 30.7. 1940 in Buchenwald“.